# Francesc Robert Graupera
Francesc Robert Graupera (1932-2016) va ser alcalde de Mataró, durant la última etapa franquista, entre 1973 i 1977. Va ocupar durant poc temps el càrrec però es va convertir en el responsable de liderar el canvi entre el darrer franquisme i la pre-transició. El va succeir Francesc Sala fins a 1979, data en què es van celebrar les primeres eleccions democràtiques.
Encara que es va formar com a enginyer de muntanyes, des de molt jove, va començar a interessar-se per la política, militant en el sindicat falangista universitari, el SEU. El seu primer càrrec va ser com a governador civil de Tarragona, una proposta de Rodolfo Martín Villa, governador civil de Barcelona.
Francesc Robert va presentar l'any 2006 un llibre de memòries, amb el títol La Transició des de l'alcaldia de Mataró. En les seves pàgines, es recorden episodis com la repressió policial que va tenir lloc per viure la ciutat, durant una visita de Marcelino Camacho, líder de Comissions Obreres, el gener de 1977. Un altre dels relats es va situar el setembre de 1974, època en què es va enfrontar i va amenaçar al governador civil de Barcelona, Rodolfo Martín Villa, de dimitir si finalment es modificava el traçat de la prolongació de la autopista, que es plantejava que passés per les Cinc Sénies. Francesc Robert va dividir la població de Mataró en dos bàndols, com indiquen les fonts. Per una part, els que el van considerar un alcalde dinàmic i obert als canvis, que va permetre que la ciutat avancés després d'uns anys d'estancament. Per altra banda, aquells que pensaven que va provocar massa polèmiques innecessàries en temes socials (associacions de veïns) o urbanístics.
Després d'abandonar el càrrec com a alcalde, Francesc Robert va continuar vinculat a la política. Jordi Pujol, en plena democràcia i sota la institució de la Generalitat, el nomenà Director General de Medi Natural al Departament d'Agricultura, Ramaderia i Pesca. En els últims anys de la seva vida, va ser president d'Amics de la Ciutat de Mataró, càrrega que va deixar per raó del deteriorament de la seva salut.